# 车江街道
车江镇，是中华人民共和国湖南省衡陽市衡南县下辖的一个乡镇级行政单位。2015年11月18日，车江镇、向阳镇、云集镇成建制合并设立云集镇。2019年10月31日，撤销云集镇和廖田镇，设立云集、车江和向阳桥3个街道。车江街道辖3个社区和12个建制村,街道办事处机关驻(原云集镇车江片区便民服务中心),行政区划代码为：430422002。

## 行政区划
车江镇下辖以下地区：
大山坪社区、福泉社区、大桥社区、牌楼社区、友谊社区、铁关铺社区、恒星村、白水村、古城村、友谊村、车江村、丰富村、霞山村、双龙村、花桥村、宣陂村、高田村、新发村、神龙村、振兴村、长合村、铁市村、上龙村、唯一村、金星村、金马村、樟树村、胜利村、沙龙村和雷祖峰村。